# Lepidura improcera
Lepidura improcera là một loài tò vò trong họ Ichneumonidae.